# Brandon Adams (Pokerspieler)
George Brandon Adams (* 12. Dezember 1978 in New Orleans, Louisiana) ist ein US-amerikanischer Pokerspieler, Autor und Hochschullehrer. Er gewann 2019 ein Bracelet bei der World Series of Poker.

## Persönliches
Adams absolvierte mit 19 Jahren das College und machte Master-Abschlüsse in Finanzwissenschaften und Immobilienwissenschaften. Er unterrichtet das Fach „The US in the World Economy“ (deutsch Die Vereinigten Staaten in der Weltwirtschaft) an der Harvard University. Adams veröffentlichte mehrere Bücher im Bereich Poker und Wirtschaft.

## Pokerkarriere
Adams spielt vorrangig Cash Games mit hohen Einsätzen.
Seine erste Geldplatzierung bei einem Live-Turnier erzielte Adams Ende Mai 2005 in New Orleans. Ende Januar 2006 belegte er beim Main Event des WSOP-Circuitturniers in Robinsonville den sechsten Platz und erhielt ein Preisgeld von knapp 115.000 US-Dollar. Im Juli 2006 war er erstmals bei der World Series of Poker (WSOP) im Rio All-Suite Hotel and Casino am Las Vegas Strip erfolgreich und kam bei drei Turnieren in die Geldränge. Ein Jahr später belegte Adams beim WSOP-Main-Event den 69. Platz, der mit rund 130.000 US-Dollar bezahlt wurde. Bei der WSOP 2010 wurde er beim Championship Event der Variante Seven Card Stud Zweiter und erhielt ein Preisgeld von knapp 250.000 US-Dollar. Im Januar 2017 belegte Adams bei der A$25.000 Challenge der Aussie Millions Poker Championship in Melbourne ebenfalls den zweiten Platz und sicherte sich damit knapp 600.000 Australische Dollar. Mitte August 2017 landete er beim High Roller der Seminole Hard Rock Poker Open in Hollywood auf dem dritten Rang für 351.000 US-Dollar. Im September 2017 gewann Adams das vierte Event der Poker Masters im Aria Resort & Casino am Las Vegas Strip mit einer Siegprämie von 819.000 US-Dollar. Mitte April 2018 entschied er das High Roller der Seminole Hard Rock Poker Showdown ebenfalls für sich und erhielt den Hauptpreis von 370.000 US-Dollar. Im September 2018 spielte Adams erneut bei den Poker Masters und belegte mit einem Turniersieg, zwei weiteren Geldplatzierungen sowie Preisgeldern von 543.000 US-Dollar den dritten Platz beim Rennen um das Purple Jacket. Bei der WSOP 2019 gewann er unter dem Nickname DrOctagon ein online ausgespieltes Turnier und sicherte sich ein Bracelet sowie mehr als 400.000 US-Dollar Preisgeld. Anschließend erreichte Adams beim Final Fifty und beim 100.000 US-Dollar teuren High-Roller-Event der Serie ebenfalls den Finaltisch und sicherte sich Preisgelder von mehr als 1,1 Millionen US-Dollar. Seitdem blieben größere Turniererfolge aus.
Insgesamt hat sich Adams mit Poker bei Live-Turnieren mehr als 5 Millionen US-Dollar erspielt. Er spielte bei der vierten Staffel des Fernsehformats High Stakes Poker.

## Werke
- Buch Broke: A Poker Novel – iUniverse, 2006, ISBN 978-1583484715.
- Buch The Story of Behavioral Finance – iUniverse, 2006, ISBN 978-0595396900.
- Buch Setting Sun: The End of U.S. Economic Dominance – CreateSpace, 2013, ISBN 978-1482553291.
- Buch Personal Organization for Degenerates – Selbstverlag, 2017, ISBN 978-1521498200.
- Buch Advanced Daily Fantasy Football – Selbstverlag, 2017, ISBN 978-1522016496.